# Alexander Ludvig Soldin
Alexander Ludvig Soldin, född 1780-talet i Frankfurt am Main, död 1869[källa behövs], var en tysk grosshandlare, fabrikör och konstsamlare verksam i Sverige.
Soldin flyttade till Sverige från sin födelsestad Frankfurt am Main på 1810-talet. Han bosatte sig i Norrköping där han startade en klädesfabrik. Han öppnade efter några år en butik på Storkyrkobrinken i Stockholm, i vilken Henric Isak Davidson arbetade bakom disken i början av sin karriär. Genom sin vänskap med presidenten i Kammarkollegium Carl David Skogman fick Soldin möjlighet att leverera kläder till arméförvaltningen. 

Två dolkar ur den Soldinska samlingen. Överst nr 30971, underst nr 4412. Livrustkammaren.

Soldin var gift med Hanna Eliasson och tillsammans fick de ett barn, sonen Ludvig Soldin (1826-1859). Soldins son dog 1859 på ett mentalsjukhus i Hamburg. Efter denna händelse drog sig Soldin tillbaka från affärsverksamheten. Han överlämnade fabriken i Norrköping med tillhörande fastigheter till sin frus brorson Levy Joseph Eliasson (1818-1886). Klädeshandeln i Stockholm övertog dennes yngre bror Meyer Joseph Eliasson (1820-1883).
Efter att ha lämnat affärsverksamheten ägnade sig Soldin åt att samla konst och antikviteter. Han var sedan 1854 bosatt på Drottninggatan 18 i Stockholm. Under en resa till Nürnberg 1855 köpte Soldin en stor samling av bland annat målningar, konstslöjdarbeten och kuriosa. Samlingen ställdes ut i Kirsteinska huset 1856 och i samband med det trycktes en katalog där över 5000 nummer finns upptagna. Den fullständiga samlingen innehöll utöver detta en samling sigill, en medaljsamling, en mindre boksamling, en samling handteckningar, träsnitt, etsningar och kopparstick. Hela samlingen såldes samma år till kung Karl XV som i sin tur testamenterade den, tillsammans med sin övriga konstsamling, till staten. Livrustkammarens intendent Heribert Seitz har ställt en del av samlingens äkthet under tvivel.
Sin sista tid levde Soldin i sin födelsestad Frankfurt. Vid sin död efterlämnade Soldin en stor förmögenhet som han testamenterade till judiska inrättningar i Frankfurt.